# 小行星7304
小行星7304（英語：7304 Namiki）是一颗围绕太阳公转的小行星。1994年1月9日，小林隆男在大泉町发现了此天体。
这颗小行星的绝对星等为114.844855197163等。